# Minimo di Spörer
Il Minimo di Spörer è uno dei grandi minimi dell'attività solare accaduti negli ultimi 11.000 anni.
Il Minimo di Spörer è un periodo di circa 90 anni compreso dal 1450 al 1540 d.c. durante il quale il numero delle macchie solari fu molto minore dei periodi precedente e successivo, contemporaneamente il clima cambiò: questo periodo ha preso il nome dall'astronomo tedesco Friederich Spörer, vissuto nel XIX secolo.
I confini  temporali di questo periodo non sono ben definiti perché l'inizio e la fine furono graduali e quindi sono soggetti a valutazioni diverse secondo i diversi criteri di riferimenti usati dai ricercatori, senza contare che sembra esserci un ritardo tra la variazione dell'attività solare e la variazione climatica, ritardo stimato anche in venti anni.
Il Minimo di Spörer è uno dei 27 periodi di bassa attività solare che si sono succeduti negli ultimi 11.000 anni. Il Minimo di Spörer è stato preceduto dal Minimo di Wolf e seguito dal Minimo di Maunder.
Il numero di questi periodi è sufficiente per poter distinguere questi episodi in due tipi differenti, il tipo Spörer della durata media di circa 120 anni e il tipo Maunder della durata media di circa 80 anni : una delle differenze tra i due tipi di grandi minimi è la durata dei cicli solari, nel caso del minimo di Spörer si è conservata la periodicità undecennale .
Il Minimo di Spörer è avvenuto in un periodo precedente all'invenzione del telescopio per cui non si hanno osservazioni sistematiche ma solo osservazioni occasionali delle macchie solari. Questo fatto pone un problema per lo studio del ciclo undecennale dell'attività solare, il primo scoperto ed il principale tra i cicli solari: questo problema è però stato risolto con lo studio di fenomeni correlati alle variazioni dell'attività solare come le variazioni del carbonio-14 e del 10Be (10berillio), gli anelli annuali degli alberi, ecc. Dallo studio del 10Be si è visto che è esistito un periodo di circa 20 anni durante il quale i fenomeni derivati dal Minimo di Spörer hanno avuto il loro massimo, il ciclo undecennale del Sole è praticamente quasi scomparso mentre invece si è rilevato il ciclo settennale.